# Kataloniens grevskap
Den nuvarande indelningen av Katalonien i comarques (på svenska översatt till grevskap) har sitt ursprung i ett dekret från Kataloniens Generalitat år 1936, som gällde fram till 1939 då den upphävdes av Francoregimen. Därefter återinförde Kataloniens Generalitat denna territoriella indelning år 1987. Året därpå, 1988, tillkom tre nya comarques: Pla de l'Estany, Pla d'Urgell och Alta Ribagorça, och 1990 justerades vissa territoriella gränser. Den 15 maj 2015 tillkom det historiska området Moianès som eget comarca och den 3 maj 2023 även Lluçanès  Den 17 juni 2023 fördes kommunerna Biosca och Torà över till Solsonès  och den 29 juni samma år återfördes Sant Feliu Sasserra till Bages.
För närvarande är Katalonien indelat i 43 enheter: 42 comarques, var och en administrerad av ett consell comarcal (grevskapsråd) – med undantag för Barcelonès, där det regionala rådet avskaffades år 2019 - samt Aran, en särskild territoriell enhet som styrs av Consell General d’Aran. Det är vanligt att man i Katalonien förenklat talar om ”43 comarques”, trots att Aran formellt inte räknas som en comarca, eftersom det förenklar att samla likartad information under ett gemensamt begrepp.

## Lista övercomarques(grevskap)
Namnet på de katalanska comarques (”grevskap”) skrivs alltid med bestämd artikel före, antingen el eller la beroende på grammatiskt genus. Det finns dock ett viktigt undantag: Osona, som aldrig föregås av bestämd artikel. För ytterligare tre comarques – Anoia, Garraf och Terra Alta – är användningen av artikel valfri. Den inledande artikeln skrivs alltid med liten bokstav, både på kartor och i löpande text, utom när namnet inleder en mening.

### Nuvarande grevskap
Grundläggande statistik för de ”43 grevskapen”, med befolkningsstatistik från den kommunala folkbokföringen 2022: 
| Grevskap                     | Territorie- kod | Kod | Invånare (2022) | Yta (km²) | Befolknings- täthet. (2022) (inv./km²) | Huvudort                |
| ---------------------------- | --------------- | --- | --------------- | --------- | -------------------------------------- | ----------------------- |
| l'Alt Camp                   | 01              | AC  | 45.540          | 538       | 84,7                                   | Valls                   |
| l'Alt Empordà                | 02              | AE  | 144.926         | 1.358     | 106,8                                  | Figueres                |
| l'Alt Penedès                | 03              | AP  | 110.929         | 593       | 187,2                                  | Vilafranca del Penedès  |
| l'Alt Urgell                 | 04              | AU  | 20.482          | 1.447     | 14,2                                   | la Seu d'Urgell         |
| l'Alta Ribagorça             | 05              | AG  | 3.958           | 427       | 9,3                                    | el Pont de Suert        |
| l'Anoia                      | 06              | AI  | 125.065         | 866       | 144,4                                  | Igualada                |
| l'Aran                       | 39              | VN  | 10.268          | 634       | 16,2                                   | Vielha e Mijaran        |
| el Bages                     | 07              | BG  | 180.873         | 1.092     | 165,6                                  | Manresa                 |
| el Baix Camp                 | 08              | BC  | 197.525         | 697       | 283,3                                  | Reus                    |
| el Baix Ebre                 | 09              | BB  | 79.636          | 1.003     | 79,4                                   | Tortosa                 |
| el Baix Empordà              | 10              | BM  | 138.517         | 702       | 197,4                                  | la Bisbal d'Empordà     |
| el Baix Llobregat            | 11              | BT  | 833.540         | 486       | 1.715,1                                | Sant Feliu de Llobregat |
| el Baix Penedès              | 12              | BP  | 112.460         | 296       | 379,4                                  | el Vendrell             |
| el Barcelonès                | 13              | BR  | 2.280.042       | 146       | 15.643,5                               | Barcelona               |
| el Berguedà                  | 14              | BD  | 40.279          | 1.185     | 34                                     | Berga                   |
| la Cerdanya (Baixa Cerdanya) | 15              | CD  | 19.443          | 547       | 35,6                                   | Puigcerdà               |
| la Conca de Barberà          | 16              | CB  | 20.176          | 650       | 31                                     | Montblanc               |
| el Garraf                    | 17              | GF  | 156.794         | 185       | 847                                    | Vilanova i la Geltrú    |
| les Garrigues                | 18              | GG  | 19.011          | 798       | 23,8                                   | les Borges Blanques     |
| la Garrotxa                  | 19              | GX  | 59.750          | 735       | 81,3                                   | Olot                    |
| el Gironès                   | 20              | GN  | 198.582         | 576       | 345                                    | Girona                  |
| el Lluçanès                  | 43              | n/d | 5.586           | 227       | 24,61                                  | Prats de Lluçanès       |
| el Maresme                   | 21              | MM  | 462.213         | 399       | 1.159,8                                | Mataró                  |
| el Moianès                   | 42              | MO  | 14.428          | 338       | 42,7                                   | Moià                    |
| el Montsià                   | 22              | MT  | 68.744          | 735       | 93,5                                   | Amposta                 |
| la Noguera                   | 23              | NG  | 39.297          | 1.784     | 22                                     | Balaguer                |
| Osona                        | 24              | OS  | 165.229         | 1.245     | 132,7                                  | Vic                     |
| el Pallars Jussà             | 25              | PJ  | 13.199          | 1.343     | 9,8                                    | Tremp                   |
| el Pallars Sobirà            | 26              | PS  | 7.181           | 1.378     | 5,2                                    | Sort                    |
| el Pla d'Urgell              | 27              | PU  | 37.045          | 305       | 121,4                                  | Mollerussa              |
| el Pla de l'Estany           | 28              | PE  | 32.941          | 263       | 125,4                                  | Banyoles                |
| el Priorat                   | 29              | PR  | 9.238           | 499       | 18,5                                   | Falset                  |
| la Ribera d'Ebre             | 30              | RE  | 21.920          | 827       | 26,5                                   | Móra d'Ebre             |
| el Ripollès                  | 31              | RI  | 25.510          | 957       | 26,7                                   | Ripoll                  |
| la Segarra                   | 32              | SR  | 23.601          | 723       | 32,7                                   | Cervera                 |
| el Segrià                    | 33              | SI  | 212.388         | 1.397     | 152,1                                  | Lleida                  |
| la Selva                     | 34              | SV  | 177.542         | 995       | 178,4                                  | Santa Coloma de Farners |
| el Solsonès                  | 35              | SL  | 13.632          | 1.001     | 13,6                                   | Solsona                 |
| el Tarragonès                | 36              | TR  | 263.428         | 319       | 824,8                                  | Tarragona               |
| la Terra Alta                | 37              | TT  | 11.408          | 743       | 15,4                                   | Gandesa                 |
| l'Urgell                     | 38              | UR  | 37.447          | 580       | 64,6                                   | Tàrrega                 |
| el Vallès Occidental         | 40              | VC  | 940.881         | 583       | 1.613,5                                | Sabadell i Terrassa     |
| el Vallès Oriental           | 41              | VR  | 417.543         | 735       | 568,1                                  | Granollers              |
| Catalunya                    |                 | CAT | 7.792.611       | 32.108    | 242,7                                  |                         |

## Administrativa förändringar

### Grevskapsrevideringen år 1988
År 1988 bytte flera kommuner vilket grevskap de tillhörde: 
| Kommun                   | Tidigare grevskap | Nuvarande grevskap |
| ------------------------ | ----------------- | ------------------ |
| Banyoles                 | Gironès           | Pla de l'Estany    |
| Camós                    | Gironès           | Pla de l'Estany    |
| Cornellà del Terri       | Gironès           | Pla de l'Estany    |
| Crespià                  | Gironès           | Pla de l'Estany    |
| Esponellà                | Gironès           | Pla de l'Estany    |
| Fontcoberta              | Gironès           | Pla de l'Estany    |
| Palol de Revardit        | Gironès           | Pla de l'Estany    |
| Porqueres                | Gironès           | Pla de l'Estany    |
| Sant Miquel de Campmajor | Gironès           | Pla de l'Estany    |
| Serinyà                  | Gironès           | Pla de l'Estany    |
| Vilademuls               | Gironès           | Pla de l'Estany    |
| Barbens                  | Urgell            | Pla d'Urgell       |
| Bell-lloc d'Urgell       | Segrià            | Pla d'Urgell       |
| Bellvis                  | Noguera           | Pla d'Urgell       |
| Castellnou de Seana      | Urgell            | Pla d'Urgell       |
| Fondarella               | Segrià            | Pla d'Urgell       |
| Golmés                   | Segrià            | Pla d'Urgell       |
| Ivars d'Urgell           | Urgell            | Pla d'Urgell       |
| Linyola                  | Noguera           | Pla d'Urgell       |
| Miralcamp                | Segrià            | Pla d'Urgell       |
| Mollerussa               | Segrià            | Pla d'Urgell       |
| El Palau d'Anglesola     | Segrià            | Pla d'Urgell       |
| El Poal                  | Noguera           | Pla d'Urgell       |
| Sidamon                  | Segrià            | Pla d'Urgell       |
| Torregrossa              | Garrigues         | Pla d'Urgell       |
| Vilanova de Bellpuig     | Urgell            | Pla d'Urgell       |
| Vila-sana                | Urgell            | Pla d'Urgell       |
| Barruera                 | Pallars Jussà     | Alta Ribagorça     |
| El Pont de Suert         | Pallars Jussà     | Alta Ribagorça     |
| Vilaller                 | Pallars Jussà     | Alta Ribagorça     |

### Grevskapsbyten 1990
I januari 1990 bytte några kommuner vilket grevskap de tillhörde:
| Kommun                 | Tidigare grevskap | Nuvarande grevskap |
| ---------------------- | ----------------- | ------------------ |
| Alfarràs               | Noguera           | Segrià             |
| Arbolín                | Priorat           | Baix Camp          |
| Bonastre               | Tarragonès        | Baix Penedès       |
| Caldes de Montbui      | Vallès Occidental | Vallès Oriental    |
| Castellet i la Gornal  | Garraf            | Alt Penedès        |
| Esplugues de Llobregat | Barcelonès        | Baix Llobregat     |
| Els Garidells          | Tarragonès        | Alt Camp           |
| Masllorenç             | Alt Camp          | Baix Penedès       |
| La Molsosa             | Anoia             | Solsonès           |
| Montesquieu            | Ripollès          | Osona              |
| Montornès de Segarra   | Urgell            | Segarra            |
| Olesa de Bonesvalls    | Garraf            | Alt Penedès        |
| La Portella            | Noguera           | Segrià             |
| Sant Jaume d'Enveja    | Baix Ebre         | Montsià            |
| Sant Just Desvern      | Barcelonès        | Baix Llobregat     |
| Santa Quirze de Besora | Ripollès          | Osona              |
| Santa Maria de Besora  | Ripollès          | Osona              |
| Vallfogona de Riucorb  | Segarra           | Conca de Barberà   |
| Vidrà                  | Ripollès          | Osona              |

### Bildandet av Moianès 2015
| Kommun               | Tidigare grevskap | Nytt grevskap |
| -------------------- | ----------------- | ------------- |
| Calders              | Bages             | Moianès       |
| Castellcir           | Vallès Oriental   | Moianès       |
| Castellterçol        | Vallès Oriental   | Moianès       |
| Collsuspina          | Osona             | Moianès       |
| L'Estany             | Bages             | Moianès       |
| Granera              | Vallès Oriental   | Moianès       |
| Moià                 | Bages             | Moianès       |
| Monistrol de Calders | Bages             | Moianès       |
| Sant Quirze Safaja   | Vallès Oriental   | Moianès       |
| Santa Maria d'Oló    | Bages             | Moianès       |

### Bildandet av Lluçanès 2023
Den 4 november 2011 lämnade åtta kommuner in ett formellt förslag till Kataloniens departement för styrning och institutionella relationer om att bilda grevskapet Lluçanès. Det underlag som kommunerna presenterade genomgick alla nödvändiga administrativa steg, och som ett resultat hölls den 26 juli 2015 en deltagaromröstning som ett förberedande steg mot att området skulle bli ett officiellt erkänt grevskap. Utfallet blev positivt i åtta av de tretton berörda kommunerna. Den 3 maj 2016 godkände Kataloniens parlament att ärendet togs upp till behandling, efter att alla parlamentariska grupper gemensamt lagt fram ett förslag om att utarbeta en lagtext för att skapa grevskapet Lluçanès. Efter flera års lokala påtryckningar godkände parlamentet slutligen den 3 maj 2023 Lluçanès officiella status, vilket gjorde området till Kataloniens fyrtiotredje grevskap.
Kommunerna som ingår i detta grevskap är följande:
| Kommun              | Tidigare grevskap | Nytt grevskap |
| ------------------- | ----------------- | ------------- |
| Alpin               | Osona             | Lluçanès      |
| Lluça               | Osona             | Lluçanès      |
| Olost               | Osona             | Lluçanès      |
| Oristano            | Osona             | Lluçanès      |
| Perafita            | Osona             | Lluçanès      |
| Prats de Lluçanès   | Osona             | Lluçanès      |
| Sant Martí D'Albars | Osona             | Lluçanès      |
| Över huvudet        | Osona             | Lluçanès      |

## Anteckningar
1. ↑  Lagen som antogs den 5 februari 2015 fastslår i tilläggsbestämmelse 2.2 att: ”beteckningarna comarca och consell comarcal gäller inte för Aran och Consell General d’Aran. Alla hänvisningar till dessa termer i gällande bestämmelser ska i dessa fall förstås som avseende Aran och Consell General d’Aran.”[4]
2. ↑  Officiellt Cerdanya. Namnet Baixa Cerdanya används för att särskilja det från l'Alta Cerdanya i Frankrike.